# Bonan Dolok (Batang Onang)
Bonan Dolok is een bestuurslaag in het regentschap Padang Lawas Utara van de provincie Noord-Sumatra, Indonesië. Bonan Dolok telt 131 inwoners (volkstelling 2010).